# Esenbeckia dorantesii
Esenbeckia dorantesii är en vinruteväxtart som beskrevs av Ramos & E.Martínez. Esenbeckia dorantesii ingår i släktet Esenbeckia och familjen vinruteväxter. Inga underarter finns listade i Catalogue of Life.